# IAI Green Dragon
L'IAI Green Dragon est une munition rôdeuse, ou drone suicide, développée par Israel Aerospace Industries. Le drone est peu coûteux et peut voler pendant 1h30 dans un rayon de 40 km,. Il a été dévoilé au public en 2016.
Le Green Dragon est un drone suicide c'est-à-dire qu'il emporte avec lui une charge explosive et fond sur sa cible une fois repérée pour se faire exploser dessus. Ce drone est une évolution des précédentes munitions rôdeuses développées par IAI comme le Harop et le Harpy, il est même parfois appelé le "Mini Harpy".
Le Green Dragon a une forme classique avec des ailes en position haute et des empennages vers le bas, la queue est en forme de V orientée vers le bas. Le drone est alimenté par un moteur électrique qui actionne une hélice située sur la queue en configuration "poussée". Le moteur électrique lui permet de réduire grandement sa signature sonore. Le lancement se fait grâce à un système de décollage assisté par réaction (acronyme JATO en anglais). L'optique est montée sous le nez du drone, la caméra a des capacités jour-nuit et thermique.
Le Green Dragon peut être lancé à partir d'un petit véhicule à travers une cellule scellée de 1,7 m de long avec 12 à 16 unités,. Israel a également installé des lanceurs pouvant propulser 12 Green Dragon sur ses patrouilleurs de Classe Sa'ar 4.5.
Le constructeur indique que le drone peut être récupéré en cas d’abandon de sa mission mais n'a pas précisé par quels moyens se fait cette récupération. Si cette capacité est avérée cela donnerait un gros avantage au Green Dragon par rapport à ses concurrents car l'aspect irrécupérable des munitions rôdeuses est en général un grand défaut de celles-ci qui affecte grandement l'aspect financier et limite les capacités de reconnaissance de ces drones.

## Caractéristiques
- Equipage : 0
- Masse à vide : 15 kg (33 lb)

Performance
- Portée : 40 km
- Endurance: 1h30

Armement
- 3 kg ogive